# طويلة الحسا
طويلة الحسا أو الأحساء أو تعرف باسم اللارية، أو الطويلة اللارية، أو طويلة ابن عريعر هي عملة تُداوِلَتْ في إقليم الأحساء وما حولها في القرنين السابع عشر والثامن عشر الميلاديين، وهي تنقسم لثلاث فئات ذهبية وفضية وبرونزية وشكلها غريب إذ تشبه مشبك شعر صغير.

## التاريخ
شكك أبناء الأحساء والعلماء ان العملة تم استخدامها أول مرة عام 350 هـ أيام القرامطة، ولكن المؤكد هو استخدامها عام 874 هـ أقدم نموذج عملة طويلة فعثر عليه في جنوب بلاد السند، ضمن آثار مدينة الديبل المغولية خلال الدولة الجبرية أيام الأمير سيف بن زامل 821-875هـ، أخ سلطان الشرق أجود بن زامل، وكُرر استخدامها في حكم بني خالد عام 1100 هـ، تعتبر طويلة الحسا من أندر العملات في تاريخ العملة المتداولة في الأحساء والكويت. وهي أول عملة يتم تداولها في الكويت لكونها غريبة الشكل فلا يوحي مظهرها لأول وهلة بأنها عملة، ذلك لأنها على شكل مشبك للشعر (ماشة)، فكانت هذه العملة متداولة في منطقة الأحساء قبل تأسيس الكويت وحكم صباح الأول في بداية القرن الثامن عشر وقد كان تداول (طويلة الحسا) في الكويت ابتداءً من استقرار آل صباح في الكويت واستمر تداولها ما يقرب من خمسين عامًا.
ويرجع أصل هذه العملة حسب عدد من المؤرخين أن قبيلة بني خالد التي كانت تسكن الكويت قبل تأسيسها وتداولها فيما بينهم وعند نزوح آل صباح ومن معهم من جماعة آل خليفة وآل جلاهمة إلى أرض كاظمة قبل تسميتها بالكويت تم تداول هذه العملة لتصريف أمورهم المعيشية ولكن لم يستمر التداول بها طويلًا لغرابة شكلها واستغناء أهل الأحساء عن تداولها فاختفت سريعًا في أواخر القرن السابع عشر في عام 1795 (1209 هـ) وحل مكانها الريال النمساوي الذي عرف بالكويت بالريال الفرنسي.
كما كانت تستخدم في مجال التجارة البحرية، واستخدمت على نطاق واسع بين موانئ المنطقة.
ظلت طويلة الحسا عملة محلية بين سكان الأحساء، حيث احتفظت بقيمتها بوصفها عملة قيمة مرتفعة إلى أن توقف تداولها بعد ضرب أول عملات نقدية معدنية سعودية في عام 1344 هـ، الملك عبد العزيز بن عبد الرحمن آل سعود؛ ولتجذر عملة الطويلة في النظام النقدي والمالي في أسواق الأحساء استمر اسم الطويلة يطلق على القروش السعودية، فكان ربع قرش سعودي يعادل طويلة واحدة.
تصنف طويلة الحسا ضمن عائلة اللاريات. احتفظت طويلة الحسا بقيمتها إلى توقف تداولها بعد تأسيس الدولة السعودية في بداية عهد الملك عبد العزيز آل سعود. وقد عُودِلت الوِحدَة الواحدة منها بربع قرش سعودي. قبل التعامل بالطويلة، كانت مثاقيل الذهب الأحمر هي العملة المتداولة. إذ كانت شائعة الاستخدام قبيل فترة استيلاء العثمانيين على لواء الأحساء وظل التعامل بها خلال ما بعد تلك الفترة ضمن إطار محدود. يذكر الرحالة آر إي تشيزمان الذي زار الأحساء عام 1923م أنه استطاع الحصول على طويلتين بصعوبة لقلة استعمالها ذلك الوقت وكانت تعادل بـ 85 طويلة للروبية الهندية، آنذاك. استمر مصطلح الطويلة أو الطوال حتى بعد زوالها. ويطلق قياساً على بعض المسكوكات في بداية العهد السعودي منتصف القرن الميلادي الماضي.

### اللاريات
بدأ استخدام هذا النوع من المسكوكات في الخليج العربي مطلع القرن العاشر الهجري الموافق للسادس عشر الميلادي. ضربت من الفضة وأطلق عليها اسم لارية (بالإنجليزية: larins)‏ نسبة لمنطقة لار بسواحل فارس حيث كانت بدايتها. بعد ذلك، انتشرت العملة على سواحل الخليج وامتدت لتصل لسواحل القارة الهندية. حيث وُجدت قطعة نقد لارية لإسماعيل شاه الصفوي (907هـ -930هـ/ 1503م- 1524م) ضرب كمرون، وملوك هرمز منذ حكم توران شاه (950- 970هـ/ 1543- 1563م) حيث سكت اللارية باسمه. وكذلك سواحل الهند حيث سكت بدابل منذ عام 986هـ وبيجابور وكذلك بسيلان، والتي عثر بها على مجموعة من اللاريات الفضة المختلفة غالبيتها قد ثنيت اطرافها بشكل دائري لتأخذ شكل علامة استفهام. أطلق على هذا النوع من اللاريات اسم صنارة السمك في بعض المناطق. ثم سكها العثمانيون بعد قرن ونصف من احتلالهم البصرة (عام 954هـ) حيث سكت باسم سلطان سليمان خان (1099-1102هـ/1687-1691م) ونقش عليها أيضاً سلطان البرين وخاقان البحرين السلطان ابن السلطان ثم ضربت بالأحساء من معدن النحاس والفضة على يد العثمانيين. ويُستشهد على ذلك لوجود اسم السلطان أحمد بن محمد خان (1115 - 1143هـ/ 1703 - 1730م) على أحد المسكوكات. كما عثر بجزر المالديف على هذا النوع من المسكوكات بطراز عثماني أيضاً، نقش عليها (سلطان البرين وخاقان البحرين)
أغلب المدن التي تداولت عملة اللارية هي مدن ساحلية أو موانئ تجارية واقعة على خط تجاري، وهي: كمرون، هرمز، دابل، بيجابور، البصرة، الإحساء وميناؤها العقير، جزر المالديف وسيلان، بالإضافة إلى منطقة لار المنسوبة إليها هذه السكة. وبما أن لأغلب تلك المدن سكة خاصة بها ومختلفة عن الطويلة أو اللارية، فإن المُرجَّح أن اللارية هي نقد وضع للتبادل التجاري فيما بينها لتسهيل وتفادي اضطراب الصرف.

## الوصف
طويلة الحسا عبارة عن شريط رفيع من النحاس والفضة أو النحاس فقط. يبلغ طولها حوالي البوصة والنصف. تثنى من الوسط ويطبق الطرفان لتأخذ شكل الملقط أو المشبك. لطويلة الحسا نقوش من على جانبيها بزخارف وكتابات تضرب قبل الثني. برع أهل الأحساء في صناعة وضرب الطويلة النحاسية، فبدت أكثر دقة وإتقاناً من اللارية الفضة.
وُجِد 14 عملة صُنّفت على أنها طويلة الحسا وأن مصدر سكها هو الأحساء. رُتّبت حسب الحجم والمعدن. ويتضح من ذلك أن هناك ثلاثة أشكال من الطويلة، خلاف الصنف السابق الذكر والذي ضرب بلار وسواحل الهند:
1. طويلة الحسا المضروبة من الفضة الممزوجة بالنحاس. يبلغ وزنها قرابة 3.4 غرام وطولها حوالي 3.1 سم. تحتوي من الجانبين على نقوش أو كتابات غير واضحة. أشار لهذا النوع الباحث ميشنر بأنه من ضرب السلطان العثماني أحمد بن محمد خان 1115 - 1143هـ،[9] وكذلك أشار لها الدكتور القريني بأنها تسمى بطويلة آل عريعر.[14]
2. طويلة الحسا المضروبة من النحاس. بلغ وزن الواحد منها 4.28 - 5.04 غرام، وطولها حوالي 4.7 سم. تحتوي على نقوش وكتابات متشابهة من الجانبين، قوامها زخارف هندسية ونباتية في وسطها كلمة واحدة غير واضحة المعنى بالرغم من جودة الضرب لكن كبر حجم الختم وصغر مساحة الضرب أدت إلى اختلاف الخط. وتنتشر الزخارف على شكل خطوط متوازية في الأطراف يليها خمس دوائر فوق بعض من الطرفين. ويُلاحَظ تأثير اللاري الهرمزي على نمط الزخارف الموجودة.[15]
3. طويلة الحسا، وضربت من معدن النحاس أيضاً ومشابهة للسابقة من حيث النقش والأسلوب ولكن تختلف في الوزن والطول، حيث بلغ وزنها 3.58 - 3.92 غرام، وطولها حوالي 3.5 - 3.8 سم، وهي أقل وزناً من الشكل السابق بحوالي غرام واحد، وهذا يمثل نحو 25% من وزنها، وكذلك أقل طولاً بحوالي 1سم على وجه التقريب.

## الشكل
شرح الدكتور فهد بن علي الحسين شكل العملة بهذا الوصف الدقيق: هي عبارة عن قضيب معدني مطروق يتراوح طوله ما بين 3.1 – 4.7 سم، وقد ثني منتصفه وأطبق طرفاه على بعض؛ ليتخذ التصميم النهائي للطويلة شكل ملقط، أو مشبك شعر. ينقش على وجه وظهر الطويلة زخارف نباتية وكتابات غير مقرؤه؛ بسبب ضيق مساحة وجه الطويلة، وكبر حجم النقش الكتابي؛ لذا غالباً قد نجد صعوبة في قراءة الكتابات المنقوشة على جانبي الطويلة.

## الفئات
لطويلة الحسا ثلاث فئات هي: الذهبية والفضية والنحاسية.
ولفئاتها الثلاث معًا دلالات حسابية غريبة تختلف عن أي من معادلات العملات الأخرى فطويلة الحسا الذهبية تعادل 15 طويلة فضية، أما الفضية فتعادل 15 طويلة الحسا النحاسية.
وكانت تقسم طويلة الحسا إلى أجزاء صغيرة منها نصف طويلة، وربع طويلة.